# Dōri Sakurada
Pour les articles homonymes, voir Sakurada.
Dōri Sakurada (桜田 通, Sakurada Dōri, né le 7 décembre 1991 à Tokyo au Japon) est un chanteur et acteur japonais. Il débute en 2005 et joue dans de nombreux drama, films et comédies musicales. 

## Filmographie
- 2011 : Sign : Yorimitsu Mizumoto
- 2011 : Ōsama Gēmu : Nobuaki Kanazawa
- 2016 : Good Morning Call : Daichi Shinokuzi (17 épisodes)
- 2017 : Kuzu no honkai : Mugi Awaya (粟屋 麦, Awaya Mugi?) (1 épisode)
- 2019 : Coffee and Vanilla : Hiroto Fukami
- 2020 : Alice in Borderland : Suguru Niragi (8 épisodes)